# Wilhelm Heinrich Roscher
Wilhelm Heinrich Roscher (ur. 12 lutego 1845 w Getyndze, zm. 9 marca 1923 w Dreźnie) – niemiecki filolog klasyczny.
Jego najbardziej znanym dziełem jest Lexicon, czyli Ausführliches Lexikon der griechischen und römischen Mythologie. Opublikował także Neue Omphalosstudien: Ein Archaologischer Beitrag zur Vergleichenden Religions-Wissenschaft (1915), studium archeologiczne poświęcone mitowi o pępku świata (Omphalosie).